# Boliwia na Letnich Igrzyskach Olimpijskich 1936
Boliwię na Letnich Igrzyskach Olimpijskich 1936 reprezentował jeden zawodnik.

## Pływanie
- Alberto Conrad
  - 100 m stylem dowolnym – odpadł w eliminacjach